# Eredivisie (mannenhandbal) 2007/08
De AfAB Eredivisie is de hoogste afdeling van het Nederlandse handbal bij de heren op landelijk niveau. In het seizoen 2007/2008 werd Hellas landskampioen. Schuytgraaf/Swift Arnhem degradeerde naar de Eerste divisie.

## Opzet
Eerst speelden de twaalf ploegen een reguliere competitie, de nummers een tot en met acht van deze reguliere competitie speelden in de kampioenspoule. In de eerste ronde van de kampioenspoule speelden de ploegen in twee verdeelde poules een hele competitie. De nummers een en twee van de twee poules speelden in kruisfinales voor een plek in de Best of Three-serie. De winnaar van deze serie is de landskampioen van Nederland. De nummers negen tot en met twaalf van de reguliere competitie speelden in de degradatiepoule. De laagst geklasseerde ploeg in de degradatiepoule degradeerde rechtstreeks naar de eerste divisie. De een na laatste speelde een wedstrijd tegen de winnaar van het periodekampioenschap van de eerste divisie, om één plaats in de eredivisie.

## Teams
| Club                     | Plaats     | Provincie     | Trainers              | Hal              |
| ------------------------ | ---------- | ------------- | --------------------- | ---------------- |
| FIQAS/Aalsmeer           | Aalsmeer   | Noord-Holland | Alex Curescu          | De Bloemhof      |
| Eurotech/Bevo HC         | Panningen  | Limburg       | Robert Nijdam         | BouwCoach hallen |
| Budé/BFC                 | Beek       | Limburg       | Harold Nüsser         | De Haamen        |
| E&O                      | Emmen      | Drenthe       | Paul van Gestel       | Harwig Arena     |
| Hellas                   | Den Haag   | Zuid-Holland  | Peter Portengen       | Hellashal        |
| Venus/Nieuwegein         | Nieuwegein | Utrecht       | Paul van den Deijssel | Galecop          |
| Van der Voort/Quintus    | Kwintsheul | Zuid-Holland  | Hennie Romeijn        | Van der Voorthal |
| Krekels/Sittardia        | Sittard    | Limburg       | Lambert Schuurs       | Stadssporthal    |
| Schuytgraaf/Swift Arnhem | Arnhem     | Gelderland    | Johann Peters         | Elderveld        |
| RED-RAG/Tachos           | Waalwijk   | Noord-Brabant | Piotr Konitz          | Taxandriahal     |
| Flexpoint/V&L            | Geleen     | Limburg       | Martin Vlijm          | Glanerbrook      |
| KRAS/Volendam            | Volendam   | Noord-Holland | Maurice Canton        | De Seinpaal      |

## Reguliere competitie
| Pos | Club                     | Wed | W  | G | V  | Ptn | DV  | DT  | +/−  | Opmerking                           |
| --- | ------------------------ | --- | -- | - | -- | --- | --- | --- | ---- | ----------------------------------- |
| 1   | KRAS/Volendam            | 22  | 18 | 1 | 3  | 37  | 633 | 501 | +132 | Gekwalificeerd voor kampioenspoule  |
| 2   | Hellas                   | 22  | 18 | 0 | 4  | 36  | 687 | 591 | +96  | Gekwalificeerd voor kampioenspoule  |
| 3   | Eurotech/Bevo HC         | 22  | 17 | 1 | 4  | 35  | 643 | 520 | +123 | Gekwalificeerd voor kampioenspoule  |
| 4   | FIQAS/Aalsmeer           | 22  | 14 | 2 | 6  | 30  | 681 | 586 | +95  | Gekwalificeerd voor kampioenspoule  |
| 5   | Krekels/Sittardia        | 22  | 11 | 1 | 10 | 23  | 594 | 556 | −7   | Gekwalificeerd voor kampioenspoule  |
| 6   | Budé/BFC                 | 22  | 10 | 1 | 11 | 21  | 608 | 590 | +18  | Gekwalificeerd voor kampioenspoule  |
| 7   | E&O                      | 22  | 10 | 1 | 11 | 21  | 618 | 637 | −19  | Gekwalificeerd voor kampioenspoule  |
| 8   | RED-RAG/Tachos           | 22  | 7  | 2 | 13 | 16  | 549 | 590 | −41  | Gekwalificeerd voor kampioenspoule  |
| 9   | Venus/Nieuwegein         | 22  | 6  | 2 | 14 | 14  | 536 | 621 | −85  | Gekwalificeerd voor degradatiepoule |
| 10  | Flexpoint/V&L            | 22  | 5  | 1 | 16 | 11  | 512 | 617 | −105 | Gekwalificeerd voor degradatiepoule |
| 11  | Van der Voort/Quintus    | 22  | 5  | 0 | 17 | 10  | 524 | 607 | −83  | Gekwalificeerd voor degradatiepoule |
| 12  | Schuytgraaf/Swift Arnhem | 22  | 4  | 2 | 16 | 10  | 543 | 667 | −124 | Gekwalificeerd voor degradatiepoule |

## Nacompetitie

### Degradatiepoule
| Pos | Club                     | Wed | Ptn | Opmerking                                                     |
| --- | ------------------------ | --- | --- | ------------------------------------------------------------- |
| 1   | Van der Voort/Quintus    | 6   | 11  |                                                               |
| 2   | Flexpoint/V&L            | 6   | 11  |                                                               |
| 3   | Venus/Nieuwegein         | 6   | 6   | Best of two tegen winnaar periodekampioenschap eerste divisie |
| 4   | Schuytgraaf/Swift Arnhem | 6   | 6   | Directe degradatie naar eerste divisie                        |

### Kampioenspoule

#### 1e ronde

##### Kampioensgroep A
| Pos | Club              | Wed | Ptn | Opmerking                        |
| --- | ----------------- | --- | --- | -------------------------------- |
| 1   | KRAS/Volendam     | 6   | 12  | Geplaatst voor 2e ronde Play-Off |
| 2   | FIQAS/Aalsmeer    | 6   | 11  | Geplaatst voor 2e ronde Play-Off |
| 3   | Krekels/Sittardia | 6   | 6   |                                  |
| 4   | RED-REG/Tachos    | 6   | 5   |                                  |

##### Kampioensgroep B
| Pos | Club             | Wed | Ptn | Opmerking                        |
| --- | ---------------- | --- | --- | -------------------------------- |
| 1   | Hellas           | 6   | 13  | Geplaatst voor 2e ronde Play-Off |
| 2   | Eurotech/Bevo HC | 6   | 12  | Geplaatst voor 2e ronde Play-Off |
| 3   | Budé/BFC         | 6   | 6   |                                  |
| 4   | E&O              | 6   | 3   |                                  |

#### 2e ronde
|  | BouwCoach/Bevo HC | 24 - 24 | KRAS/Volendam |  |
|  |                   |         |               |  |
|  |                   |         |               |  |

|  | KRAS/Volendam | 24 - 20 | BouwCoach/Bevo HC |  |
|  |               |         |                   |  |
|  |               |         |                   |  |

KRAS/Volendam kwalificeerde zich voor de Best of Three.
|  | FIQAS/Aalsmeer | 26 - 28 | Hellas |  |
|  |                |         |        |  |
|  |                |         |        |  |

|  | Hellas | 32 - 32 (n.V.) | FIQAS/Aalsmeer |  |
|  |        |                |                |  |
|  |        |                |                |  |

Hellas kwalificeerde zich voor de Best of Three.

## Best of Three
| 17 mei 2008 | KRAS/Volendam | 24 - 25 | Hellas | De Seinpaal, Volendam |
| 17 mei 2008 |               |         |        | De Seinpaal, Volendam |
| 17 mei 2008 |               |         |        | De Seinpaal, Volendam |

| 23 mei 2008 | Hellas | 23 - 24 | KRAS/Volendam | Hellashal, Den Haag |
| 23 mei 2008 |        |         |               | Hellashal, Den Haag |
| 23 mei 2008 |        |         |               | Hellashal, Den Haag |

| 25 mei 2008 | KRAS/Volendam | 28 - 31 | Hellas | De Seinpaal, Volendam |
| 25 mei 2008 |               |         |        | De Seinpaal, Volendam |
| 25 mei 2008 |               |         |        | De Seinpaal, Volendam |

## Beste handballers van het jaar
Op 21 september 2008, tijdens de Supercup in Topsportcentrum Almere, werden de winnaars van de handbalverkiezingen bekendgemaakt. De prijzen werden door het Nederlands Handbal Verbond verdeeld; 
| Categorie          | Winnaar              | Club             |
| ------------------ | -------------------- | ---------------- |
| Beste keeper       | Thijs van der Mortel | Eurotech/Bevo HC |
| Beste hoekspeler   | Joris Witjens        | Hellas           |
| Beste cirkelspeler | Léon van Schie       | Hellas           |
| Beste opbouwer     | Eelco Overkleeft     | Hellas           |
| Beste trainer      | Peter Portengen      | Hellas           |
| Talent             | Bobby Schagen        | KRAS/Volendam    |